# Sjirk Kuijper

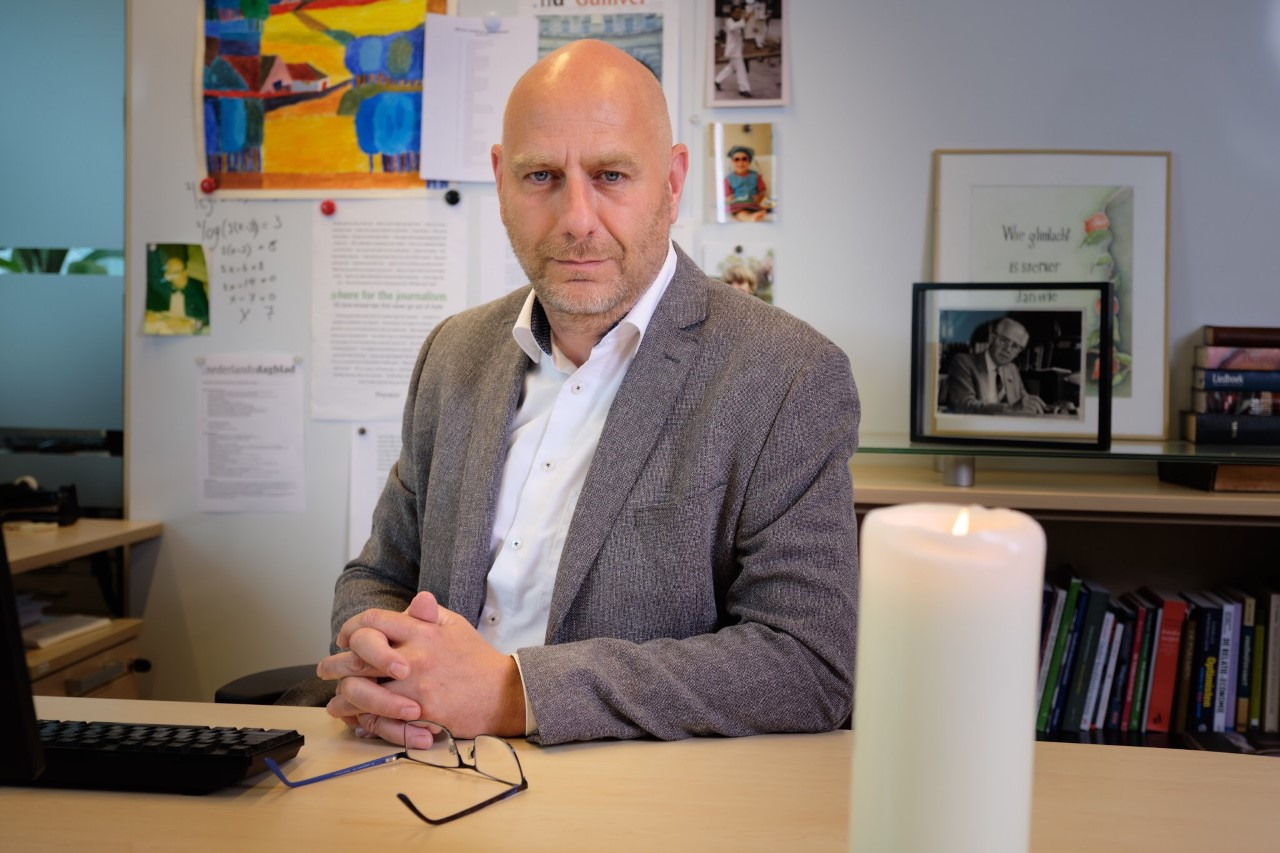
Sjirk Kuijper in 2019

Sjirk Kuijper (12 februari 1966) is een Nederlandse journalist en voorlichter. Hij was van 2013 tot 2022 hoofdredacteur van het Nederlands Dagblad.

## Levensloop
Kuijper groeide op in een gereformeerd-vrijgemaakt gezin. Hij volgde de opleiding tot godsdienstleraar aan de Evangelische Hogeschool. Hij vervolgde zijn studie daar aan de Evangelische School voor Journalistiek. Na zijn afstuderen werkte hij een jaar bij het Gelders Dagblad. Zijn carrière zette hij voort bij het van oorsprong gereformeerd-vrijgemaakte Nederlands Dagblad. Na twee jaar werd Kuijper daar ontslagen. Zijn journalistieke werk zette Kuijper voort in Friesland. Hij ging werken bij het Friesch Dagblad. Namens die regionale krant was hij onder andere politiek verslaggever in Den Haag. In diezelfde periode was hij panellid van het VARA-discussieprogramma Het Lagerhuis.
De journalist maakte in 2007 de overstap naar het beroep van voorlichter. Bij de ChristenUnie werd hij hoofd Voorlichting. In die periode nam de ChristenUnie deel aan de regering (kabinet-Balkenende IV). Daarna wilde hij het rustiger aan gaan doen en kwam hij terecht bij het waterschap Rijn en IJssel als woordvoerder. Na twee maanden stond hij alweer op straat wegens "een verschil van inzicht". Kuijper hield een sabbatical en belandde vervolgens als voorlichter van staatssecretaris Joop Atsma bij het ministerie van Infrastructuur en Milieu. In maart 2013 volgde hij Peter Bergwerff op als hoofdredacteur van het Nederlands Dagblad.
In mei 2015 trok Kuijper de aandacht van de pers in binnen- en buitenland door te kennen te geven dat zijn krant advertenties zou weren van sponsoren van de wereldvoetbalbond FIFA, die op dat moment middelpunt was van een corruptieschandaal.
In 2013 maakte Kuijper deel uit van het panel van het radiodiscussieprogramma Deze Week, dat in 2014 werd voortgezet als onderdeel van het programma EO Door de Week, waarin hij ook regelmatig aanschoof. In 2016 en 2017 maakte hij deel uit van het panel van het televisieprogramma De Tafel van Tijs, eveneens van de EO.
Kuijper kondigde in december 2021 zijn vertrek aan als hoofdredacteur van het ND, want hij wilde niet te lang "aan de macht" blijven. Zijn opvolger per 1 juni 2022 is Nico de Fijter. Kuijper bleef aan het ND verbonden als redacteur en commentator.